# Provincia de Juribga
La provincia de Khourigba es una provincia de la región de Beni Melal-Jenifra en Marruecos. Tiene una superficie de 4250 km² y limita:  
- Al norte con la provincia de Jemisset,
- Al sur con la provincia de Beni Melal,
- Al este con la provincia de Jenifra,
- Al oeste con la provincia de Settat.

## Mina de Juribga
La provincia de Juribga dispone del yacimiento de fosfato más grande del mundo, explotado por la Office Chérifien des Phosphates (OCP). Marruecos es el segundo país productor de fosfatos del mundo tras los Estados Unidos.

## División administrativa
La provincia de Jemisset consta de 5 municipios y 26 comunas:

### Municipios
- Bejaad
- Boujniba
- Hattane
- Juribga
- Oued Zem

### Comunas
| - Aïn Kaïcher - Aït Ammar - Bir Mezoui - Bni Bataou - Bni Smir - Bni Ykhlef - Bni Zrantel - Boukhrisse - Boulanouare - Braska - Chougrane - El Foqra - Kasbat Troch | - Lagfaf - Lagnadiz - Maadna - M'Fassis - Oulad Abdoune - Oulad Aïssa - Oulad Azzouz - Oulad Boughadi - Oulad Fennane - Oulad Ftata - Oulad Gouaouch - Rouached - Tachrafat - Beni Khaïran |